# Phymaturus zapalensis
Phymaturus zapalensis — вид ігуаноподібних ящірок родини Liolaemidae. Ендемік Аргентини.

## Поширення і екологія
Phymaturus zapalensis поширені на заході аргентинської провінції Неукен. Вони живуть в степах Патагонії, серед скель. Зустрічаються на висоті від 1100 до 1350 м над рівнем моря. Живляться рослинністю, є живородними. 